# Свіна
Свіна (пол. Swina, нім. Swine) — річка в Польщі, у Каменському повіті Західнопоморського воєводства. Одне з трьох гирл (центральне) Одри (басейн Балтійського моря).
Розділяє острови Узедом і Волін і з'єднує Щецинську лагуну з Померанської бухтою. 
Є частиною естуарію Одри (через Свіну в море потрапляє до 75% одерської води, решта надходить Пенештромом несе 15% і Дзівною 10%). 
У разі сильних вітрів із Балтійського моря напрямок течії Свіни змінюється, і вже не річкова вода надходить у море, а морська вода надходить у Щецинську лагуну. Довжина Свіни становить близько 16 км, ширина від 100 до 1000 м 
.
У 1880 році від вигину Свіни на південь від Свінемюнде через острів Узедом прорито канал Кайзерфарт, що відокремив від Узедома новий острів Карсібур.
У гирлі Свіни знаходиться морський порт Свіноуйсьце, вище за течією є малі порти Пжитур та Карсибур. 
Єдиний міст через Свіну (П'ястовський міст) розташований у Свіноуйсьці.

## Опис
Довжина річки 16 км, найкоротша відстань між витоком і гирлом — 13,69  км, коефіцієнт звивистості річки — 1,17 .

## Розташування
Витікає з Щецинської затоки на острові Карсібур (південно-східна частина міста Свіноуйсьце). Спочатку тече на північний захід, а потім на північний схід і впадає у Балтійське море.

## Цікаві факти
- У місті Свіноуйсьце розташований однойменний порт, у якому існує міжнародна поромна переправа Свіноуйсьце — Троллеборг та Свіноуйсьце — Істад.
- На лівому березі річки розташована військово-морська база.[2]

## Галерея

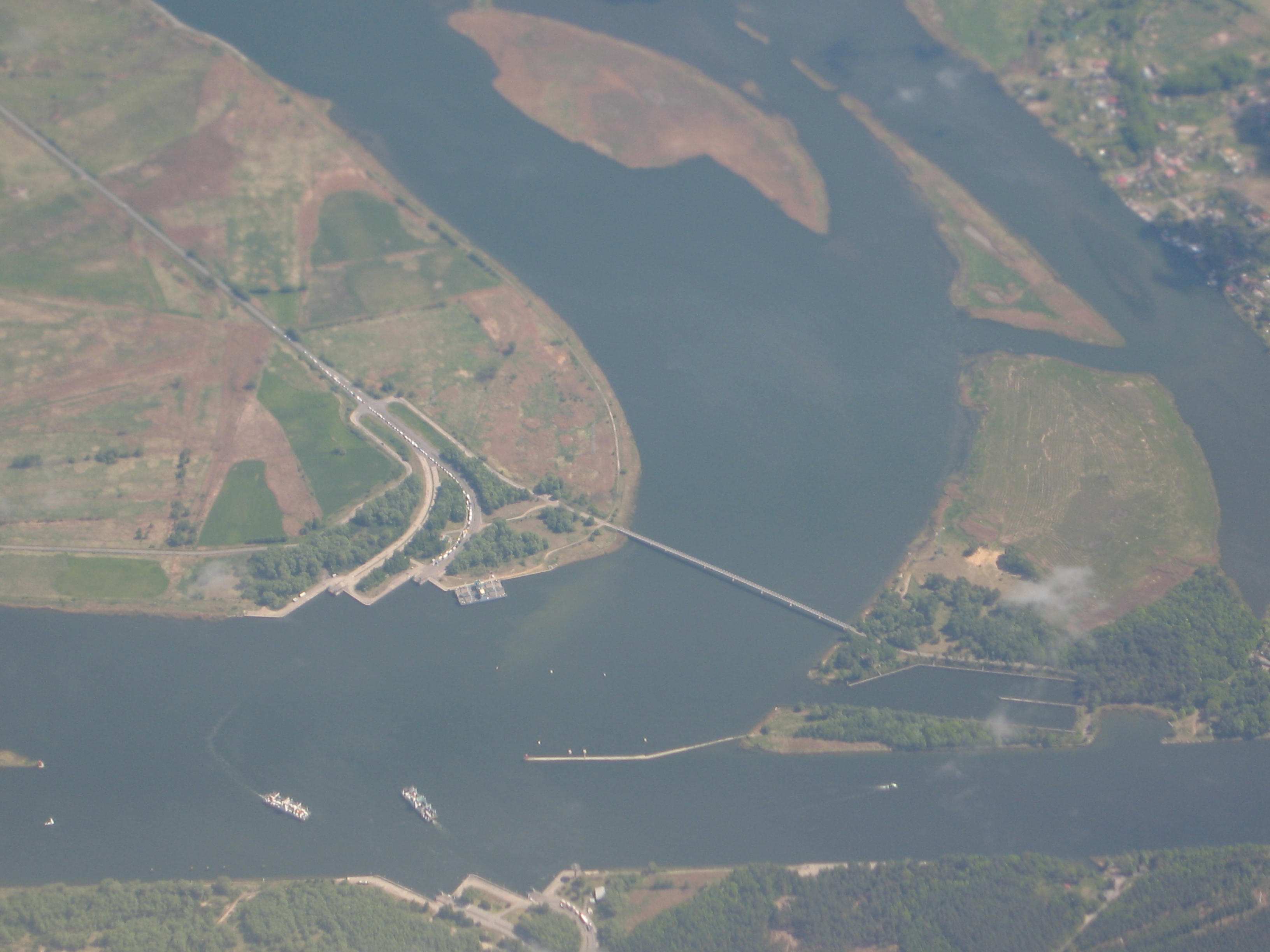
Дельта Свіни
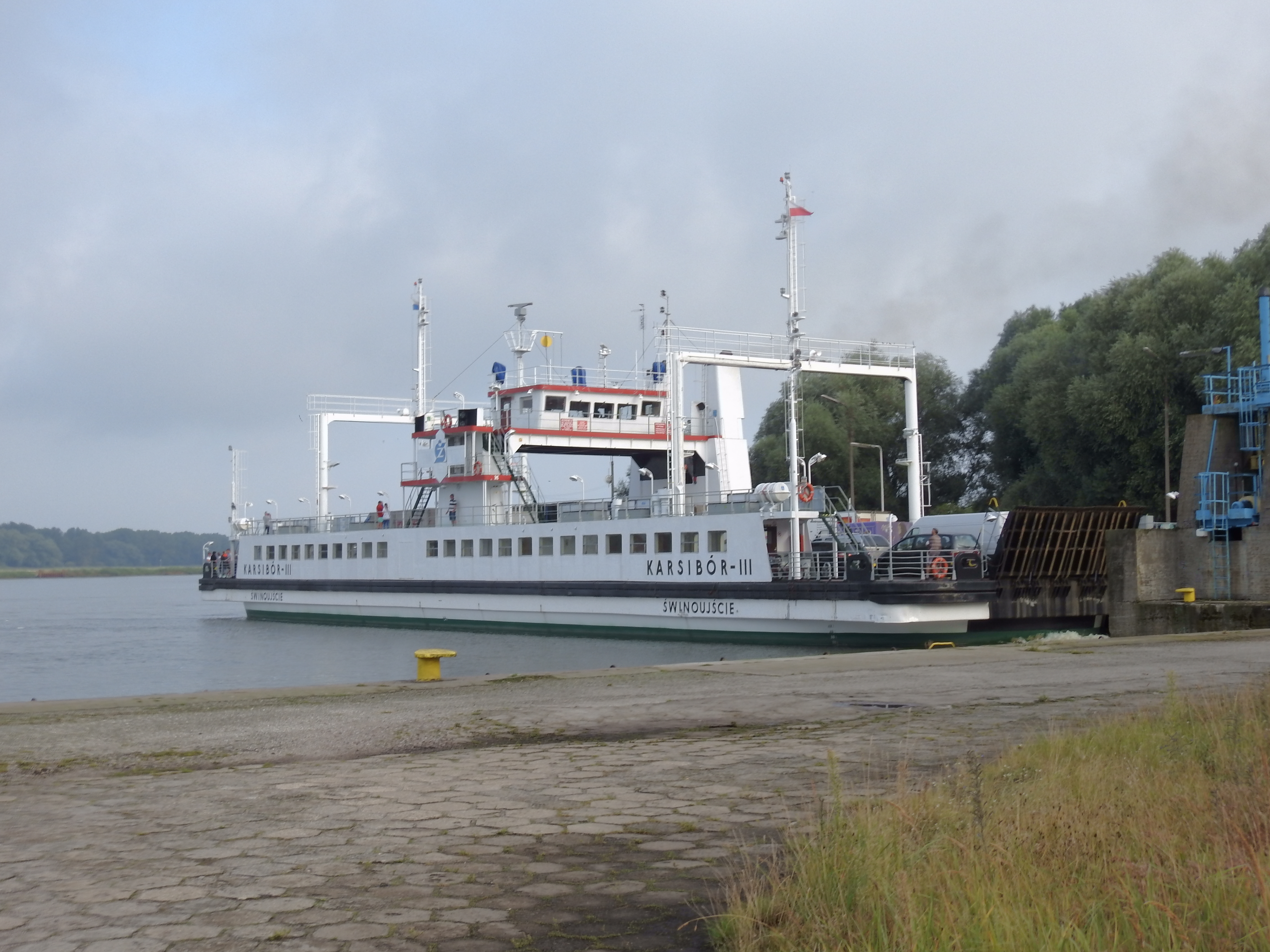
Свіноуйський поромний перехід через Свіну на поромі Касібур III
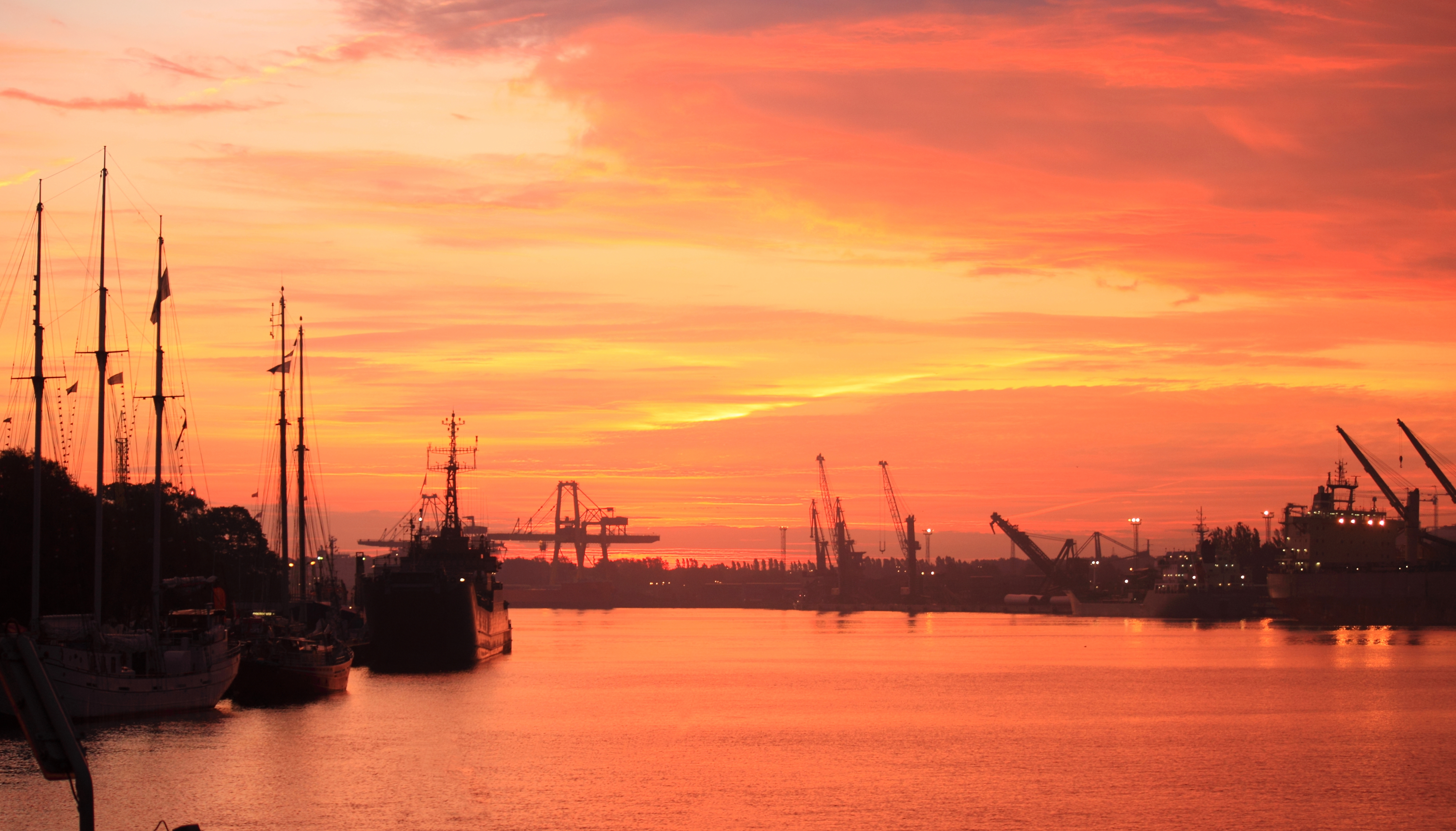
Світанок на Свіні